# Station Gorzów Wielkopolski Zieleniec
Station Gorzów Wielkopolski Zieleniec is een spoorwegstation in de Poolse plaats Gorzów Wielkopolski.